# Étoile olympique de Sidi Bouzid
Maillots
Actualités
Dernière mise à jour : 17 septembre 2024.
L'Étoile olympique de Sidi Bouzid (arabe : النجم الأولمبي بسيدي بوزيد), plus couramment abrégé en Olympique Sidi Bouzid, est un club tunisien de football fondé en 1959 et basé dans la ville de Sidi Bouzid.
L'EOSB évolue durant la saison 2014-2015 en Ligue II et, à l'issue d'une saison réussie, accède temporairement en Ligue I.

## Histoire
C'est en 1959 que les jeunes de la ville, qui se contentaient jusque-là de matchs amicaux contre leurs voisins de Meknassy, Jilma, Regueb ou Bir El Hafey, décident de créer une association sportive qu'ils appellent Aigle sportif de Sidi Bouzid. À partir de 1963, ce club participe régulièrement au championnat de troisième division (région sud-ouest). Parmi les pionniers du club figurent Mohamed Agrebi Ghodhban, Bechir Bargougui, Mongi Aissaoui (capitaine), Hassen Jeridi, Habib Gammoudi, Abdelaziz Bayaoui, Younes Hasnaoui, Ali Cherif Chebbi, Hamed Kadri, Abdelkrim Chakroun et le buteur Mohamed Guenni.
En 1968, il devient le Club sportif de Gammouda avant de reprendre son ancienne appellation en 1973 et de commencer à avoir beaucoup d'ambitions, en faisant appel à des entraîneurs diplômés à l'instar de Faouzi Benzarti, Ali Graja ou Habib Trabelsi. En 1976, il change à nouveau de nom et devient le Club olympique de Sidi Bouzid. En 1982, il est affecté à la troisième division, poule de Sfax, ce qui lui permet d'accéder pour la première fois de son existence en seconde division, où il passe trois ans avant d'y revenir en 1975 et d'osciller entre les différents niveaux de compétition.
En 2003, le COSB fusionne avec le deuxième club de la ville, l'Étoile sportive de Gammouda, et adopte son nom actuel. À l'issue de la saison 2014-2015, le club accède pour la première fois de son histoire en Ligue I.

## Écusson

Logo ancien.
Logo actuel.

## Personnalités

### Présidents
- Noureddine Skander
- Habib Hadj Mohamed
- Lakhdar Daly
- Saïd Nsiri (1976-1977)
- Jamil Horchani (1980-1981)
- Mongi Aissaoui (1982-1983)
- Moncef Afi (1988-1989)
- Hattab Chefrid (1991-1992)
- Slimane Salhi (1992-1994)
- Jalel Mnasri (1994-1995)
- Jalel Bayaoui (1995-1996)
- Ammar Afi (1996-1997)
- Ali Badri (1997-1998)
- Ammar Afi (1998-2002)
- Abderrazak Daly (2002-2004)
- Brahim Nsiri (2004-2005)
- Ammar Afi (2005-2007)
- Moez Salhi (2007-2008)
- Mohamed Omri (2008-2009)
- Rchid Ftini (2010-2011)
- Abdelkader El Afi (2011-2016[1])
- Rchid Ftini (2017-?)[2]
- Mohamed Taieb Hajlaoui (2021[3]-2023)
- Riadh Yousfi (2023- )

### Entraîneurs
- 1971-1973 : Hassen Jeridi
- 1973-1974 : Noureddine Bargougui
- 1974-1975 : Béchir Hajri
- 1975-1977 : Ali Graja
- 1977-1978 : Hakim El Ayfi
- 1978-1979 : Faouzi Benzarti
- 1979-1980 : Abdelwahab Hicheri
- 1980-1981 : Mohamed Ouni
- 1981-1983 : Ali Graja
- 1983-1984 : Habib Trabelsi puis Hamed Kadri
- 1984-1985 : Jilani Aouali
- 1985-1986 : Hakim El Ayfi
- 1986-1987 : Ali Graja
- 1987-1988 : Abdelhafidh Arfa puis Hakim El Ayfi
- 1988-1989 : Habib Trabelsi puis Hafedh Dhay
- 1989-1990 : Youssef Seriati
- 1990-1991 : Habib Trabelsi
- 1991-1992 : Mohamed Bousarsar puis Hadjewski[Qui ?]
- 1992-1993 : Abid Mchala puis Habib Trabelsi
- 1993-1994 : Lotfi Hannachi
puis Salah Guediche puis Ahmed Ouannès
- 1994-1995 : Ferid Laaroussi
- 1995-1996 : Mohamed Reguig puis Jamel Boumenjel
- 1996-1997 : Jamel Boumenjel puis Habib Trabelsi puis Wahid Hidoussi
- 1997-1998 : Wahid Hidoussi puis Belhassen Meriah
- 1998-1999 : Mohamed Abed puis Ezzedine Khemila puis Wahid Hidoussi puis Nasr Yousfi
- 1999-2000 : Jamel Boumenjel
- 2000-2001 : Jamel Boumenjel puis Hakim El Ayfi
- 2001-2002 : Jamel Boumenjel et Hakim El Ayfi
- 2002-2003 : Mourad Bzioueche
puis Mohamed Ali Kadri et Sahbi Yousfi puis
Samir Grayaa
- 2003-2004 : Mohamed Hédi Gharbi
puis Habib Trabelsi puis Fayçal Salhi puis Lotfi Azzouz
- 2004-2005 : Hafedh Dhay
puis Néji Jerad puis Jamel Boumenjel
- 2005-2006 : Jamel Boumenjel puis Kacem Jabbes
- 2006-2007 : Fayçal Salhi
puis Ezzedine Khemila puis Hafedh Dhay
- 2007-2008 : Hafedh Dhay
- 2008-2009 : Ounaïes Bouzidi
- 2010-2011 : Fayçal Salhi puis Hajji Jamel puis
Lotfi Azzouz puis Yahya Beyaoui
- 2011-2013 : Othman Chehaibi puis
Lotfi Essebti puis Nabil Ferchichi
- 2013-2014 : Lotfi Essebti puis Othman Chehaibi
- 2014-2015 : Wahid Hidoussi puis Hassen Gabsi[4]
- 2015-2016 : Lassaâd Maâmmar (en)[5] puis Tarek Thabet puis Lofti Kadri[6] puis Samir Jouili[7] puis Jamel Belhedi[8] puis Hassen Gabsi
- 2016-2017 : Lassaâd Maâmmar (en), Khaled Mouelhi, Tarek Thabet puis Hammadi Daou (en)
- 2017-2018 : Lotfi Kadri (en)[9]
- 2018-2020 : Tarek Lahdhiri, Mourad Sebaï, Chaker Meftah (en), Chokri Bejaoui (en) puis Yassine Saghraoui
- 2020-? : Ahmed Dridi
- 2022-2023 : Walid Chettaoui[10], Mohamed Béchir Nsibi, Hassen Gabsi puis Jamel Boumenjal[11]
- 2023 : Mahmoud Dridi[12]
- 2023-2024 : Nidhal Khiari[13]
- depuis 2024 : Zied Derbali[14]